# Andi Osho
Yewande Andi Osho, née le 27 janvier 1973 à Plaistow (borough londonien de Newham) à l'est de Londres au Royaume-Uni est une dramaturge et actrice anglaise.

## Biographie
Les parents d'Andi Osho sont nigérians. Elle étudie à la Sarah Bonnell Comprehensive School puis s'oriente vers le théâtre au Barking College of Technology. Elle poursuit sa formation en production télévisuelle au Ravensbourne College of Design (en) à Londres. Elle fait ses débuts au théâtre, en 2003 puis, en 2006, elle se lance dans le monologue comique.
En 2006, Andi Osho joue le rôle d'Alma dans le drame de Dael Orlandersmith (en), Yellowman au Everyman Theatre de Liverpool. Elle a tenu d'autres rôles acclamés par la critique tels Médée (au Barons Court Theatre, 2005), Amanda in Cigarettes, Coffee and Paranoia (au King's Head Theatre, 2005) mais aussi celui de Faith une exilée du Zimbabwe dans la pièce Qabuka (Oval House Theatre (en), 2005).
En 2007, elle est reconnue meilleur talent féminin comique en Grande-Bretagne au concours Funny Women (en),.
En télévision, elle joue les rôles de Lin Colvin dans Casualty, Adeola Brooker dans Doctors, Dr Rogers dans Footballers' Wives: Extra Time (en) et Angela Parker dans Classé Surnaturel. Elle apparaît également dans Meurtres en sommeil, EastEnders, Night and Day (en) et Russell Brand and Friends pour Channel 4.
Andi Osho est également dramaturge et l'un des membres fondateurs du groupe des écrivains de Londres, Vowel Movement. Elle a contribué à News Review au Canal Cafe Theatre (en) à Londres. En 2007, Osho écrit CSI: Nigeria, pour la chaîne BBC Three.
Osho a joué dans divers clubs de comédie et festivals à travers la Grande-Bretagne, notamment : Jongleurs (en), les Reading and Leeds Festivals, Pleasance Dome (en), le Chuckle Club, le festival de Leicester (Summer Sundae), the Comedy Café, the Shoreditch Comedy Festival, Comedy Camp et le Hackney Empire, mais aussi The Comedy Store à Los Angeles.
Elle co-organise Tonightly (en) sur Channel 4 et est apparue dans un pilote pour la chaîne E4, le Andi O Show. Elle est également apparue dans Mock the Week, Ask Rhod Gilbert (en) et apparaît régulièrement dans Stand Up for the Week (en) et Never Mind the Buzzcocks.

## Filmographie

### Films
- 2016 : Dans le noir : Emma, une assistante sociale

### Série télévisée
- 2014 - 2015 : Finding Carter : Susan Sherman
- 2020 : I May Destroy You : Carrie
- 2022 : Sandman : Miranda Walker
- 2022 : Breeders : Susie (saison 3)
- 2023 : You & Me